# Zaino protonico

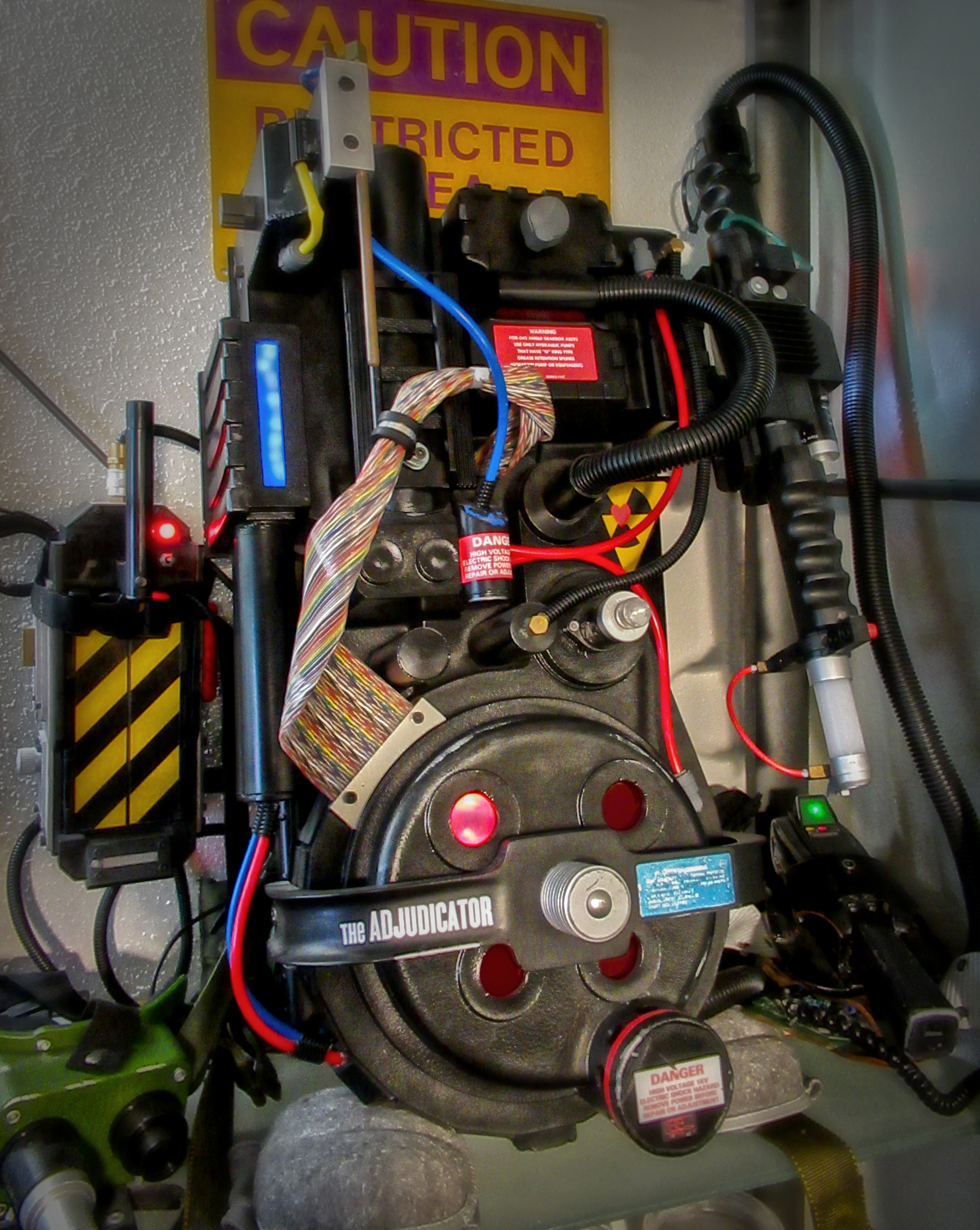
Replica di uno zaino protonico

Lo zaino protonico (proton pack) è un'arma fittizia apparsa nel film di fantascienza Ghostbusters del 1984 e nei seguiti Ghostbusters II e Ghostbusters: Legacy, inclusi altri media oltre la saga cinematografica, come serie animate, videogiochi e fumetti. Nella finzione scenica, viene definito come un acceleratore di protoni portatile, capace di catturare i fantasmi. È costituito da un fucile (fucile protonico, in originale proton gun) collegato a uno zaino posteriore chiamato appunto acceleratore protonico.

## Caratterizzazione

### Nel film
Nel film lo zaino protonico funziona concentrando protoni (nel primo film si definisce come collisore di positroni e la pistola è definita neutrona wand, cioè bacchetta a neutroni) utili per attaccare le entità ectoplasmatiche caricate negativamente. In pratica il fucile protonico forma uno schermo di energia utile per immobilizzare fantasmi e posizionarli sopra una trappola per catturarli.
Il dott. Egon Spengler ha ideato lo zaino e il dott. Ray Stantz l'ha realizzato. In una scena tagliata si vede Egon inserire lo zaino a una presa della corrente per ricaricarlo.
In un dialogo del film Ghostbusters, si dice che funzioni come un ciclotrone, in quanto produce un flusso ad alta potenza di particelle cariche, affermazione confermata dal dott. Peter Venkman che li definisce "acceleratori nucleari non autorizzati".
Contrariamente a un ciclotrone reale, che produce un flusso di particelle coerente, il flusso del proton pack tende a curvare in modo evidente (benché rimanga nella zona in cui lo si sta sparando), è molto distruttivo su oggetti solidi e può causare gravi danni.
Nel film Ghostbusters II Egon afferma che la cella di energia dello zaino protonico ha una durata di 5000 anni.
Sul fucile ci sono i pulsanti che modificano la lunghezza del raggio, dell'intensità e i gradi del flusso di polarizzazione.

#### L'incrocio dei flussi
(Egon Spengler)
L'incrocio dei flussi è stato inizialmente sconsigliato e Egon lo definisce come «un'inversione protonica totale» che potrebbe portare a risultati catastrofici.
Tuttavia, in uno sforzo disperato per fermare Gozer il Gozeriano, i Ghostbusters decidono di incrociare 4 flussi contemporaneamente, direttamente nel portale causando un'inversione protonica totale nella loro dimensione e in quella fantasma senza però intaccare la struttura molecolare della nostra.
I Ghostbusters sparando hanno mirato al portale di Gozer facendo esplodere così ogni particella fisica di Gozer e facendolo ritornare alla sua dimensione d'origine. Il portale si è distrutto con la distruzione di Gozer.

### Nel videogame
Il videogioco Ghostbusters: The Video Game presenta una versione modificata dello zaino protonico (un prototipo sperimentale), che viene affidato al giocatore (impersonante una recluta del gruppo) per testarlo sul campo. Lo strumento è dotato di varie e altre funzioni e aggiornamenti, oltre al flusso protonico. Questo tipo di zaino è anche impermeabile sotto l'acqua piovana, come testato verso le parti finali del gioco. Ecco un elenco delle sue varie funzioni:
Flusso protonico
Funzione standard dello zaino protonico, vista nei film. Viene usato per indebolire il fantasma, per poi catturarlo. Danneggia anche le proprietà.
Dardi ai bosoni
Super raffiche di flusso protonico depolarizzate estremamente volatili, ma molto efficaci. Però le particelle di bosoni surriscaldano in fretta lo zaino protonico, quindi dovrà essere usato con parsimonia. Sono una sorta di razzi anti-fantasma.
Sparamelma
Detto anche Soffiamelma e Sistema di Distribuzione di Plasma, è una funzione aggiuntiva già vista nel secondo film; a differenza della sua versione cinematografica però la funzione è direttamente incorporata nello zaino protonico e vi esce della melma verde (e non rosa come nel film). La melma è di un ceppo auto-rigenerante, caricata positivamente, e viene usata dagli Acchiappafantasmi per liberare gli umani posseduti da spiriti e disperdere la carica negativa della pericolosa Melma Nera.
Lacciomelma
Una funzione secondaria dello Sparamelma presente solo nella versione PS3, Xbox 360 e PC, il giocatore spara un filo di melma elastico e lo fa fissare in due punti, permettendo di spostare oggetti o risolvere enigmi e superare ostacoli.
Slime Mines
Una funzione secondaria presente solo nella versione PS2 e Wii, sostituisce il Lacciomelma. Sparando piccoli rigonfiamenti di melma in vari punti sul pavimento, essi esplodono rilasciando una notevole quantità di melma, colpendo interi gruppi di nemici.
Generatore di materia oscura
Espelle un cono di particelle di materia oscura, utile per colpire sciami di fantasmi.
Stati flusso
Emette un'alta capacità di flusso invertita che reagisce alle particelle ectoplasmatiche, efficace per immobilizzare i fantasmi soprattutto quelli veloci. Winston Zeddemore commenta che è una specie di raggio congelante, ma Ray Stantz afferma che non c'entra niente col freddo, ma è simile al congelamento.
Invertitore mesonico
Ray lo descrive come molto preciso e in grado di causare molti più danni, ma ci vuole un po' per caricarlo. Progettato per combattere entità corporee come i demoni. Ogni colpo lascia un indicatore temporaneo sull'entità, fungendo da dispositivo di ricerca per gli scati del sovraccarico di impulsi (vedi sotto).
Sovraccarico d'impulsi
Disperde le particelle mesoniche in una potente raffica, una specie di mitragliatrice per gli Acchiappafantasmi. Unito all'invertitore mesonico, gli impulsi seguiranno i fantasmi tracciati dall'indicatore.

## I modelli usati nei film

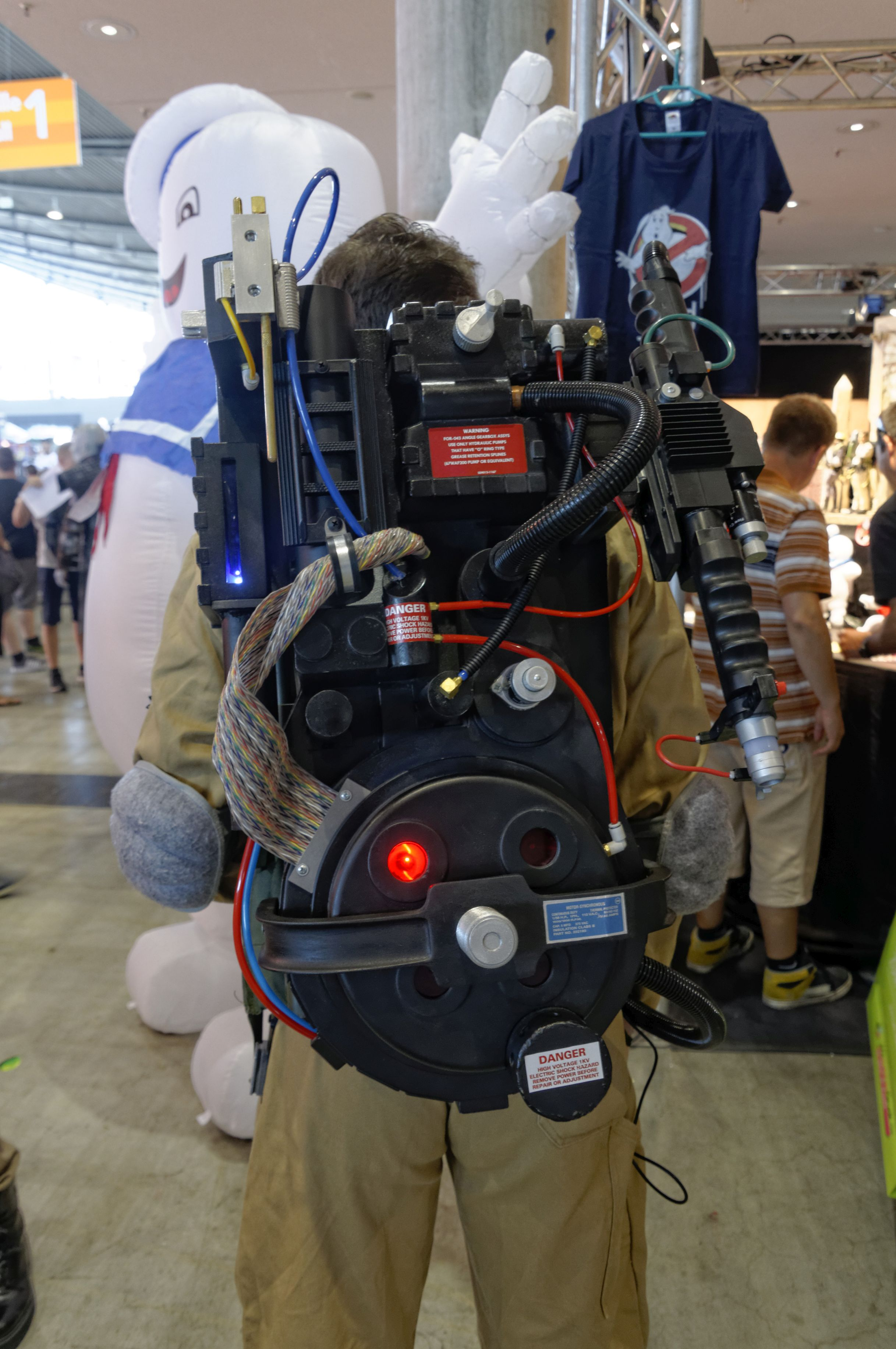
Riproduzione di uno zaino protonico

I Proton Pack usati per i film sono stati creati dal dipartimento della Columbia Pictures; sono stati modellati con resina e vetroresina, e la piastra che appoggia come schienale è di alluminio, unito all'Alice Frame (struttura in ferro dello zaino militare A.L.I.C.E.). Gli zaini protonici presentano una barra di 15 led blu in alto sulla sinistra, e 4 led rossi nella parte circolare inferiore del proton pack, che si illuminano a rotazione.
La superficie dello zaino è composta da vari materiali:
- tubi colorati
- resistor della Dale
- valvole pneumatiche
- tubi in PVC
- parti in alluminio.

In Ghostbusters II  ai proton pack sono stati apportati dei leggeri cambiamenti per differenziarli da quelli primo film:
- la manopola della manovella (crank knob) è nera e non più grigia
- nel fucile protonico tutte le rotelle in alluminio sono grigie
- è stato accelerato il movimento delle luci

Molte comunità online di fan hanno riprodotto i vari oggetti usati nei due film.
Per i bambini sono stati creati dalla Kenner degli zainetti giocattolo, disponibili nei negozi di giocattoli durante la prima serie animata (1987).